# Sideburn
Sideburn ist eine schweizerische Hard-Rock-Band, die unter dem Namen Genocide im Jahre 1985 von Sänger Roland Pierrehumbert und Rhythmusgitarrist Fred Gudit ins Leben gerufen wurde. Unter der Bezeichnung Genocide war die Band zunächst bis 1996 stilistisch eher in klassischen Heavy-Metal-Gefilden beheimatet, ehe 1997 mit der Umbenennung in Sideburn eine Stilkorrektur hin zu rifflastigem Hard Rock in der Tradition von AC/DC, Rose Tattoo oder den Landsleuten Krokus vollzogen wurde.
Bis heute veröffentlichte Sideburn insgesamt acht Studioalben (zwei unter dem Namen Genocide), eine EP (auch unter dem Namen Genocide), zwei Singles und eine Best-of-Kompilation.
In der nunmehr 30 Jahre andauernden Bandkarriere stand die Formation u. a. im Vorprogramm von Krokus, Motörhead, Kiss, Def Leppard, Dio, Ted Nugent, Thin Lizzy, Doro oder Meat Loaf auf der Bühne.
Mit dem 2011 veröffentlichten Studioalbum Jail gelang Sideburn mit Platz 81 in den schweizerischen Albumcharts die bis dato einzige Chartplatzierung.
Im Jahre 2012 wurde die Band vom Sportartikelhersteller Adidas für das seit 2011 ausgetragene Boulder-Event adidas Rockstars engagiert, bei dem es ihr als Hauptband oblag, das Finale musikalisch zu begleiten.
Des Weiteren wurden bereits zwei Sideburn-Songs für Videoproduktionen verwendet: «Six Feet Under» aus dem Album Cherry Red sowohl in Episode 8 der 8. Staffel der US-amerikanischen TV-Serie 24 als auch im US-amerikanischen Fantasy-Action-Film Wolverine: Weg des Kriegers und  «Knockin’ at the Wrong Door» aus dem Album Sell Your Soul (For Rock ’n’ Roll) als musikalische Untermalung des ersten Trailers zur US-amerikanischen Actionkomödie Hit and Run.

## Diskografie als Genocide

### Studioalben
- 1992: Showtime
- 1994: Stranded

### EPs
- 1990: Roots in Rock

## Diskografie als Sideburn

### Studioalben
- 1997: Sell Your Soul (For Rock ’n’ Roll)
- 2001: Crocodile
- 2003: Gasoline
- 2008: Cherry Red
- 2011: Jail
- 2013: Electrify
- 2017 #Eight
- 2022: Fired Up

### Singles
- 1998: Get That Way
- 2012: Rockstar

### Best-of-Kompilationen
- 2006: Archives

### Auf Various-Artists-Kompilationen enthaltene Non Album Tracks
- 2001: «Certitude... Solitude» (Tribute to Trust)

## Musikvideos
- 2008: Gimme the Way
- 2008: Cherry Red
- 2013: Frontline